# Gretchen Rau
Gretchen Rau (* 6. Juli 1939 in New Orleans; † 29. März 2006 in Northport) war eine US-amerikanische Bühnenbildnerin und Filmausstatterin.
Der erste Film, an dem Gretchen Rau beteiligt war, war der Film Atlantic City, USA von Louis Malle aus dem Jahr 1980. Hier war sie noch Assistentin in der Requisitenabteilung. Schon zwei Jahre später, in Lewis Teagues Tödliche Abrechnung war sie für das Bühnenbild des Films zuständig. In den folgenden Jahren war sie an immer bedeutenderen Produktionen beteiligt und arbeitete mehrfach mit den Regisseuren Alan Parker, Edward Zwick, Lasse Hallström, Robert Redford, Robert Benton, Fred Schepisi und Richard Pearce sowie mit Norman Mailer, Frank Oz, Barbet Schroeder, Brad Silberling, Rob Reiner, Neil Jordan, Nicholas Hytner, Alan J. Pakula, Peter Sellars, Robert Wise, Michael Winner, Michael Cimino, Sergio Leone, M. Night Shyamalan, Wes Anderson, Rob Marshall und Robert De Niro zusammen. Sie war an fast 40 Kinoproduktionen beteiligt. Zweimal, 2004 für The Last Samurai und 2006 für Memoirs of a Geisha war sie für den Oscar nominiert, den sie 2006 auch gewann. Nicht einmal vier Wochen nach dem Gewinn des Oscars starb Rau an einem Hirntumor. Im Abspann des Filmes Der gute Hirte wird im Andenken an sie mit Nennung ihres Namens erinnert.